# Gerd Prick
Gerd E.W. Prick (Vaals, 13 april 1947) is een Nederlandse politicus. Tot 2012 was hij burgemeester van Groesbeek. Hij is lid van de Partij van de Arbeid (PvdA).

## Leven en werk
Prick koos na zijn studie economie voor een functie bij de provinciale overheid. Hij was als provinciaal ambtenaar in Groningen belast met werkzaamheden op het gebied van de regionale ontwikkeling van de drie noordelijke provincies van Nederland. In 1984 stapte hij over naar een politiek bestuurlijke functie als burgemeester van de Drentse gemeente Gasselte. Vanaf december 1989 was hij daarnaast ook nog enige tijd waarnemend burgemeester van Schoonebeek. In 1991 volgde zijn benoeming tot burgemeester van de Gelderse gemeente Groesbeek. Van 2009 tot 2010 was hij daarnaast waarnemend burgemeester van Millingen aan de Rijn omdat Annemieke Vermeulen burgemeester van Leusden was geworden. Op 13 oktober 2011 maakte de toen 64-jarige Prick tijdens een raadsvergadering in Groesbeek bekend dat hij per 1 april 2012 stopt als burgemeester van het dorp. Tijdens de officiële overdracht van het burgemeesterschap werd Prick geridderd tot Ridder in de Orde van Oranje-Nassau en kreeg hij de gouden erepenning van de gemeente. Hij werd opgevolgd door de oud gedeputeerde van Gelderland, Harry Keereweer, die met ingang van 1 april 2012 is benoemd tot waarnemend burgemeester van Groesbeek.
Per 1 januari 2013 werd Prick benoemd tot waarnemend burgemeester in Maasdriel. Op 21 november 2014 nam hij afscheid.
Prick was als burgemeester een sportief man: hij werd in 2006 uitgeroepen tot fitste burgemeester van Nederland. Dit mede omdat hij in het Nederlands Burgemeesterelftal speelde, waar hij op alle posities (met uitzondering van doelman) inzetbaar was.